# 2015 AH281
2015 AH281 est un objet transneptunien d'environ 450 km de diamètre, considéré comme centaure ; c'est une planète naine potentielle.